# Celia Sánchez

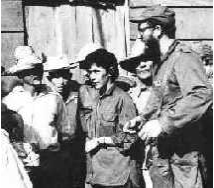
Celia Sánchez alături de Fidel Castro

Celia Sánchez Manduley (n. 9 mai 1920, Media Luna – d. 11 ianuarie 1980, Havana), a fost o participantă activă la Revoluția cubană și prietenă intimă cu Fidel Castro. Tatăl ei a fost medic. De mică a fost influențată de ideile lui José Martí și ca tănără s-a alăturat mișcării revoluționare.
În 1955 a trăit în Mexic, unde a fondat Mișcarea din 26 iulie.